# Édouard IV
Pour les articles homonymes, voir Édouard Plantagenêt.
Édouard IV, né le 28 avril 1442 et mort le 9 avril 1483, est roi d'Angleterre de 1461 à 1483. Il prend la succession d'Henri VI le 29 mars 1461 à la suite de la victoire de Towton. Il est le premier roi d'Angleterre issu de la maison d'York. La première partie de son règne s'avère troublée par la guerre des Deux-Roses, mais, une fois la menace de la maison de Lancastre éliminée à la suite de la bataille de Tewkesbury, l'Angleterre connaît la paix jusqu'à sa mort soudaine. Son règne est brièvement interrompu par un retour d'Henri VI entre le 3 octobre 1470 et le 11 avril 1471.

## Biographie

### Accession au trône
Édouard est le quatrième enfant de Richard Plantagenêt, comte de Rutland, de March, d'Ulster et de Cambridge, duc d'York (mort en 1460) et de Cécile Neville (morte en 1495). Il naît à Rouen, alors sous contrôle anglais, le 28 avril 1442. Il est l'aîné des quatre fils de Richard qui atteignent l'âge adulte. Les prétentions de son père à la couronne d'Angleterre, et la santé mentale inégale du roi Henri VI forment le facteur déclenchant de l'escalade du conflit connu sous le nom de guerre des Deux-Roses. Après la défaite des Yorkistes à Ludford Bridge, en octobre 1459, Édouard se réfugie à Calais avec le comte de Salisbury. Ils déjouent les tentatives des Lancastre de reprendre la ville et regagnent l'Angleterre au début de l'été 1460. Édouard commande un des trois corps de l'armée yorkiste lors de la victoire de Northampton, le 10 juillet 1460. Richard d'York se fait alors reconnaître par le Parlement comme le successeur d'Henri VI par l'Acte d'Accord du 25 octobre.
Quand Richard est vaincu et tué par les Lancastre à Wakefield, le 30 décembre 1460, Édouard hérite de tous ses titres (sauf celui de comte de Rutland) et devient le chef de la maison d'York, revendiquant directement la couronne. Après avoir obtenu le soutien de son cousin, Richard Neville, fils du comte de Salisbury, il remporte sa première bataille à Mortimer's Cross le 2 février 1461. Il entre alors dans Londres, tenue par Neville, où, après avoir été acclamé par une foule en liesse, il se fait couronner hâtivement roi d'Angleterre le 4 mars. Dès le lendemain, il part à la tête de son armée affronter celle des Lancastre et, le 29 mars 1461, il remporte la décisive bataille de Towton, où l'armée des Lancastre est anéantie. Édouard IV est alors un jeune homme de 18 ans, avenant, grand (1,92 m) et musclé, charismatique revêtu de son armure et doué pour les armes ; en comparaison, son rival est un homme frêle et mentalement instable perçu comme une marionnette de sa femme. Henri VI reste chez lui à York pendant la bataille, alors que le nombre de morts est égal à au moins 1 % de la population anglaise de l'époque, et qu'Édouard combat héroïquement en première ligne pour inspirer ses troupes et les mener sur le terrain.
De retour à Londres, il se fait couronner officiellement le 28 juin.

### Première partie du règne
Malgré la résistance des partisans des Lancastre au nord de l'Angleterre, la mainmise d'Édouard IV sur le royaume n'est pas remise en cause, d'autant qu'Henri VI est finalement capturé en 1465 et enfermé à la tour de Londres. Au début de son règne, Richard Neville, comte de Warwick, s'avère tout-puissant et possède la haute main sur la politique du royaume. Mais Édouard s'aliène Neville quand, en 1464, il se marie secrètement à Élisabeth Woodville (1437 – 1492), la veuve d'un sympathisant de la maison de Lancastre, alors que Neville projetait de l'unir à Bonne de Savoie, belle-sœur du roi Louis XI. Dès lors, l'influence de Neville sur le roi commence à décroître au profit de la famille d'Élisabeth Woodville, et notamment de son père Richard Woodville. Son ressentiment, renforcé par le refus d'Édouard de laisser ses frères Georges et Richard se marier avec les deux filles de Neville Isabelle et Anne, ainsi que par la préférence d'Édouard d'une alliance avec la Bourgogne plutôt qu'avec la France, le pousse à comploter avec Georges, duc de Clarence, le frère cadet d'Édouard.
Neville et Clarence lèvent une armée qui bat celle d'Édouard (mais sans lui pour la mener) à Edgecote Moor le 26 juillet 1469. Édouard est alors fait prisonnier, Neville fait exécuter le père d'Élisabeth Woodville et tente de gouverner au nom du roi, en espérant faire monter sur le trône Georges, l'héritier présomptif d'Édouard qui n'a pas encore de fils et qui vient d'épouser Isabelle Neville. Cependant, une grande partie de la noblesse du pays est hostile à cette idée. Peu de temps après, le lancastrien Humphrey Neville de Brancepeth (en) constitue une armée dans le but d'organiser une nouvelle rébellion. Warwick n'arrive pas à lever une armée au nom d'Édouard IV et est donc obligé de libérer le roi pour que celui-ci mate la rébellion. Édouard, plutôt que de faire exécuter Neville et son frère Georges, cherche à se réconcilier avec eux. Mais ils se rebellent à nouveau et sont forcés de fuir en France quand Édouard bat leur armée lors de la bataille de Losecoat Field, le 12 mars 1470. Accueillis à la Cour du roi Louis XI, ils concluent une alliance avec Marguerite d'Anjou, épouse d'Henri VI, et Neville accepte de restaurer celui-ci sur le trône en échange d'un soutien français à son projet d'invasion, qu'il mène à bien au mois d'octobre 1470. La libération de Henry Percy, dont le père lancastrien est mort à Towton, et son rétablissement en tant que comte de Northumberland entraînent la défection de John Neville, qui espérait conserver le titre, récompense accordée par Édouard IV après ses victoires pour York. John se rallie à son frère Richard Neville et le rejoint à la tête d'une forte armée. Voyant que la situation militaire est intenable, Édouard disperse ses troupes et s'enfuit en Bourgogne avec son frère Richard de Gloucester pendant qu'Henri VI est rétabli sur le trône d'Angleterre par Neville.

### Reconquête du royaume et deuxième partie du règne
Édouard est accueilli par son beau-frère, Charles le Téméraire, qui est malgré tout réticent à lui apporter son aide pour reconquérir le trône. Mais l'alliance entre Neville et la France et la menace d'une invasion le poussent à changer d'avis ; Charles fournit à Édouard de l'argent et des troupes. Édouard débarque à Ravenspurn, sur la côte du Yorkshire, le 14 mars 1471 à la tête de forces relativement modestes. Il traverse les terres d'Henry Percy, qui fait semblant de croire qu'Édouard désire simplement rétablir ses droits sur son duché. La ville d'York lui ferme ses portes et il marche alors vers le sud en obtenant du soutien et en rassemblant des troupes sur sa route. Son frère Georges (qui voit ses droits dynastiques réduits à néant avec le rétablissement d'Henri VI) change alors à nouveau de camp et le rejoint. Édouard entre dans Londres sans résistance, faisant à nouveau prisonnier Henri VI, et triomphe de l'armée de Neville lors de la bataille de Barnet, où Richard et John Neville eux-mêmes sont tués, le 14 avril 1471. Puis il bat l'armée de Marguerite d'Anjou à la bataille de Tewkesbury, le 4 mai 1471, où Édouard de Westminster, le fils d'Henri VI est exécuté. Quelques jours plus tard, Henri VI meurt à son tour soudainement, Édouard ayant sans doute donné l'ordre de le tuer afin d'éliminer définitivement la menace des Lancastre. Le cousin de Warwick, Thomas Neville, qui attaque par le sud-est et fait le siège de Londres, est capturé à Southampton.
Toute opposition à Édouard IV est dès lors éliminée à l'intérieur du pays et il peut se consacrer aux affaires extérieures. En 1475, il monte une expédition militaire en France à partir de Calais dans le but de reprendre les possessions anglaises en France, perdues sous le règne d'Henri VI. Conscient du faible potentiel de son armée, essentiellement constituée d'archers sans expérience guerrière, et devant l'absence de soutien militaire de Charles le Téméraire, il préfère accepter les offres généreuses du roi de France Louis XI et le traité de Picquigny, signé le 29 août 1475, met officiellement fin à la guerre de Cent Ans.

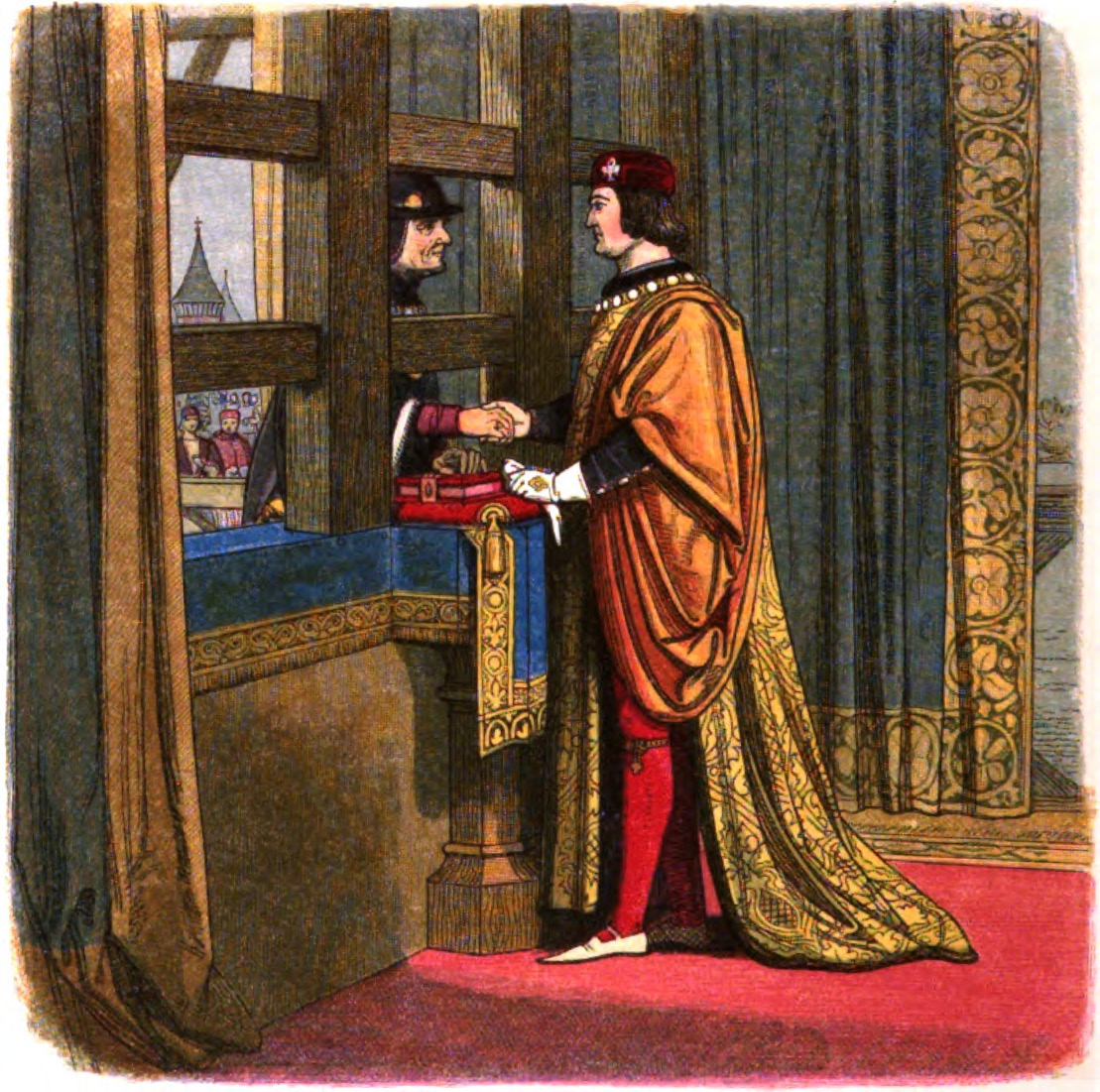
Rencontre entre Édouard et à Picquigny.

La rivalité constante entre les deux frères d'Édouard, désormais mariés aux deux filles de Neville, concernant l'héritage de leur père, trouble le monarque et, en février 1478, Georges est accusé de comploter contre Édouard et, convaincu de trahison, est exécuté en privé (noyé dans une barrique de malvoisie selon la tradition populaire). Richard capte alors l'héritage du comte de Warwick.
Édouard soutient les prétentions d'Alexandre Stuart au trône d'Écosse et, en 1482, charge son frère Richard de mener une invasion de ce pays. Richard s'empare d'Édimbourg mais quitte la ville peu après en abandonnant Alexandre, se satisfaisant d'avoir ramené la ville de Berwick-upon-Tweed dans le giron de l'Angleterre.
Néanmoins, la santé d'Édouard IV commence à décliner et il tombe gravement malade en mars 1483. Il a cependant le temps de faire rajouter quelques codicilles à son testament, le plus important étant celui où il nomme son frère Richard comme Protecteur du royaume après sa mort. Il meurt le 9 avril 1483 et est enterré dans la chapelle Saint-Georges, au château de Windsor. Son fils, Édouard V, âgé de douze ans, lui succède sur le trône. La cause précise de la mort d'Édouard IV n'est pas connue avec exactitude, la pneumonie, la typhoïde ou même un empoisonnement faisant partie des principales hypothèses. On peut aussi attribuer sa mort à son style de vie peu sain car, devenu inactif, il avait pris beaucoup d'embonpoint au cours des années précédant sa mort.

## Succession
Le fils aîné d'Édouard IV, âgé de 12 ans et connu sous le nom d'Édouard V, lui succède. Le conseil de régence dirigé par Richard, lord protecteur du royaume et tuteur du jeune roi se saisit d'un possible cas de bigamie du roi décédé. Il est établi qu'Édouard IV aurait promis le mariage à Éléonore Talbot en 1461 et Robert Stillington, évêque de Bath et Wells, affirme avoir célébré une cérémonie d'union. Or, Éléonore Talbot, décédée en 1468, était encore vivante lors du mariage d'Édouard avec Élisabeth Woodville. Le mariage d'Édouard IV avec Élisabeth est par conséquent invalidé et tous ses enfants reconnus illégitimes. Édouard V est déposé le 25 juin 1483 et enfermé à la tour de Londres en compagnie de son frère cadet, Richard de Shrewsbury, pas encore 10 ans. Son titre lui est cependant conservé. Richard, duc de Gloucester, est couronné dès le 6 juillet sous le nom de Richard III. Les deux enfants ne seront plus revus en vie après l'été 1483 ; ce qu'il leur advint, mort naturelle ou violente, reste l'un des plus grands mystères de la couronne d'Angleterre ainsi que le sujet de nombreux débats.

## Postérité
Édouard IV, de belle allure et au physique impressionnant (sa taille, estimée à 1,93 m, en fait le plus grand monarque britannique à ce jour), était un chef militaire redouté et extrêmement compétent, doté d'un grand flair. Il réussit à détruire la maison de Lancastre par une série de victoires spectaculaires et ne fut jamais vaincu sur le champ de bataille. En dépit de ses quelques revers politiques, souvent provoqués par son grand rival, le roi Louis XI, il fut un souverain populaire et capable. Bien que manquant de prévoyance et ayant commis à l'occasion des erreurs de jugement, il possédait une compréhension troublante de la plupart de ses sujets les plus importants, et la grande majorité de ceux qui l'ont servi lui restèrent indéfectiblement loyaux jusqu'à sa mort, y compris dans le rang de ses anciens ennemis lancastriens.
Sur le plan intérieur, le règne d'Édouard IV vit la restauration de l'ordre en Angleterre (la devise d'Édouard étant d'ailleurs modus et ordo, « la méthode et l'ordre »), et la piraterie et le banditisme, qui avaient pris beaucoup d'importance sous le règne d'Henri VI, décrurent considérablement. Édouard fut aussi un homme d'affaires perspicace qui investit avec succès dans plusieurs corporations de la City de Londres.
Néanmoins, en dépit de son génie militaire et administratif, la dynastie d'Édouard IV ne lui survécut qu'à peine deux ans. Mais par sa fille Élisabeth d'York, mère de Henri VIII, ses descendants ont continué à occuper le trône d'Angleterre. Il fut l'un des rares membres masculins de sa famille à mourir de cause naturelle. En effet, son père Richard et son frère Edmond furent tués à la bataille de Wakefield ; son grand-père, Richard de Conisburgh, et son frère Georges furent exécutés pour trahison ; ses deux fils furent emprisonnés et disparurent (probablement tués) l'année de sa propre mort ; son frère Richard fut tué lors de la célèbre bataille de Bosworth qui l'opposa à Henri Tudor.

## Généalogie

### Descendance
De son mariage avec Élisabeth Woodville (1437 – 1492) naissent dix enfants :
- Élisabeth d'York (11 février 1466 – 11 février 1503), épouse d'Henri VII  ;
- Marie d'York (11 août 1467 – 23 mai 1482) ;
- Cécile d'York (20 mars 1469 – 24 août 1507), épouse en premières noces de John Welles et de Thomas Kymbe en secondes noces ;
- Édouard V (4 novembre 1470 – 1483 ?) ;
- Marguerite d'York (10 avril – 11 décembre 1472) ;
- Richard de Shrewsbury, duc d'York (17 août 1473 – 1483 ?), épousa Anne de Mowbray (1472 – 1481) à l'âge de 5 ans ;
- Anne d'York (2 novembre 1475 – 23 novembre 1511), épouse de Thomas Howard, 3e duc de Norfolk ;
- Georges Plantagenêt (mars 1477 – mars 1479), duc de Bedford ;
- Catherine d'York (14 août 1479 – 15 novembre 1527), épouse de Guillaume Courtenay, 1er comte de Devon ;
- Brigitte d'York (10 novembre 1480 – 1517), qui entra dans les ordres.

Il eut également de nombreuses maîtresses, la plus célèbre de toutes étant Jane Shore, et il est rapporté qu'il eut plusieurs enfants illégitimes, dont le plus connu reste Arthur Plantagenêt, qui fut une célèbre figure de la Cour durant le règne d'Henri VIII.

### Famille

Arbre généalogique simplifié d'Édouard IV.

### Sources et bibliographie
- (en) Anthony Goodman, The Wars of the Roses : Military Activity and English Society, 1452–97, Londres, Taylor and Francis, 1990, 294 p. (ISBN 0-415-05264-5, lire en ligne).
- (en) Philip A. Haigh, The Military Campaigns of the Wars of the Roses, Sutton Publishing, 1995 (ISBN 1-85833-770-4).
- (en) Michael Hicks, Warwick the Kingmaker, Oxford, Blackwell Publishing, 2002, 368 p. (ISBN 0-631-23593-0).
- (en) Charles Ross, Edward IV, Yale University Press, 1997, 479 p. (ISBN 978-0-300-07372-0 et 0300073720, lire en ligne).
- (en) Charles Ross, Richard III, Yale University Press, 1999, 265 p. (ISBN 0-300-07979-6, lire en ligne).
- (en) A. L. Rowse, Bosworth Field & the Wars of the Roses, Wordsworth Military Library, 1966 (ISBN 1-85326-691-4).
- (en) Desmond Seward, The Wars of the Roses : through the lives of five men and women of the fifteenth century, New York, N.Y., U.S.A, Viking, 1995, 379 p. (ISBN 978-0-670-84258-2).
- (en) Michael Ashley, A brief history of British kings & queens : British royal history from Alfred the Great to the present, New York, Carroll & Graf Publishers, 2002 (ISBN 0-7867-1104-3), p. 211-217.
- (en) Livia Visser-Fuchs, « « Il n'a plus lion ne lieppart, qui voeulle tenir de sa part » : Édouard IV in exile, October 1470 to March 1471 », Publication du Centre européen d'études bourguignonnes, Neuchâtel, Centre européen d'études bourguignonnes, vol. 35 « L'Angleterre et les pays bourguignons : relations et comparaisons, XVe – XVIe siècle / Rencontres d'Oxford, 22 au 25 septembre 1994 ; actes publiés sous la direction de Jean-Marie Cauchies »,‎ 1995, p. 91-106 (DOI 10.1484/J.PCEEB.2.302350).